# 八幡平村
八幡平村（はちまんたいむら）は秋田県鹿角郡にあった村。現在の鹿角市八幡平にあたる。

## 地理
- 山：皮投岳、北林、五の宮岳、高畑山、八森、鳥屋沢頭、高毛戸、角麓平、竹ノ子平、呱子森、湯坂森、後森、菰ノ森、治助崎山、栂森、秋田焼山、三方高、一方高、大平、コノケ立、大開山、三ツ又森、高森、早稲山、鉄鉢森、三ノ岳
- 沼：大沼、長沼
- 河川：米代川、熊沢川、夜明島川

## 歴史
- 1956年（昭和31年）6月15日 - 鹿角郡宮川村・曙村が新設合併して八幡平村発足。
- 1972年（昭和47年）4月1日 - 鹿角郡花輪町・尾去沢町・十和田町と新設合併して鹿角市が発足。同日八幡平村廃止。

## 交通

### 鉄道路線
- 日本国有鉄道
  - 花輪線
    - 湯瀬駅（現・湯瀬温泉駅） - 小豆沢駅（現・八幡平駅）

現在は旧村域に陸中大里駅が所在するが、当時は未開業。

### 道路
- 県道盛岡毛馬内線（現・国道282号）

現在は旧村域に東北自動車道の鹿角八幡平インターチェンジが所在するが、当時は未開通。

## 名所・旧跡・観光スポット・祭事・催事
- 八幡平温泉郷
  - 志張温泉
  - トロコ温泉
  - 赤川温泉
  - 澄川温泉
  - 後生掛温泉
  - 蒸ノ湯温泉